# Profeten Qeydars mausoleum

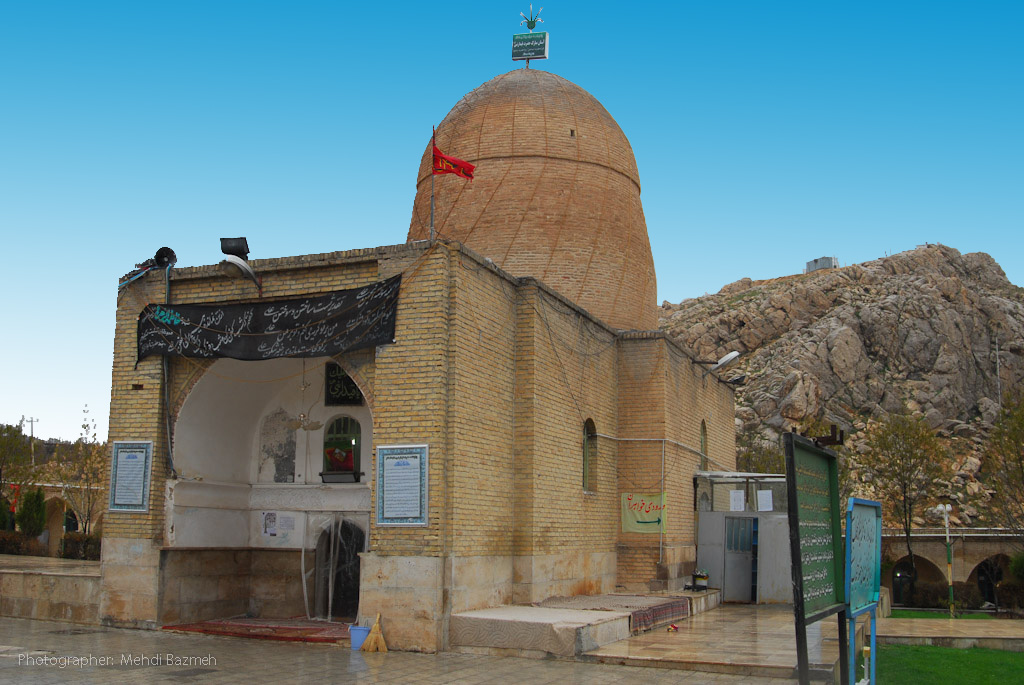
Profeten Qeydars mausoleum.

Profeten Qeydars mausoleum (persiska: بقعه قیدار نبی) tillhör Qeydar, son till Ismael, son till Abraham, som var en av israeliternas profeter. Byggnaden i staden Qeydar, i provinsen Zanjan, dateras till år 1319 (719 AH) och dess kupol till år 1350.

## Bilder

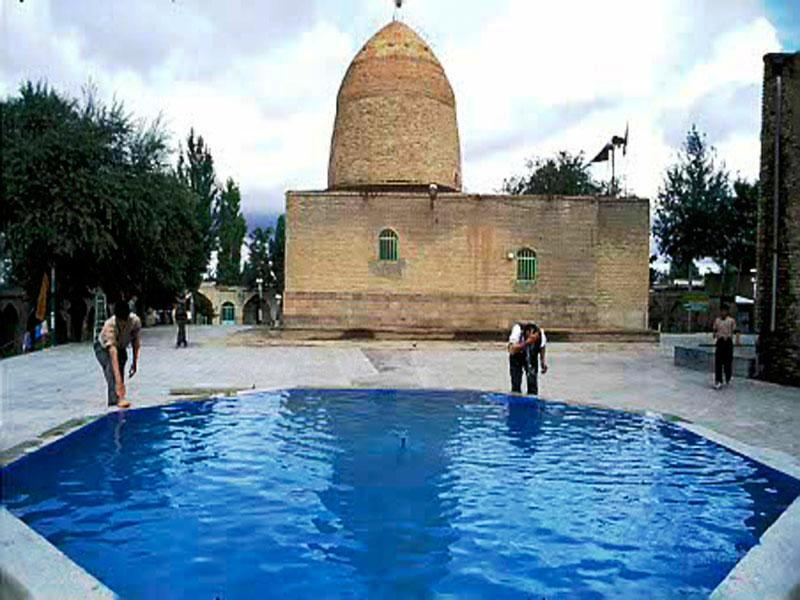
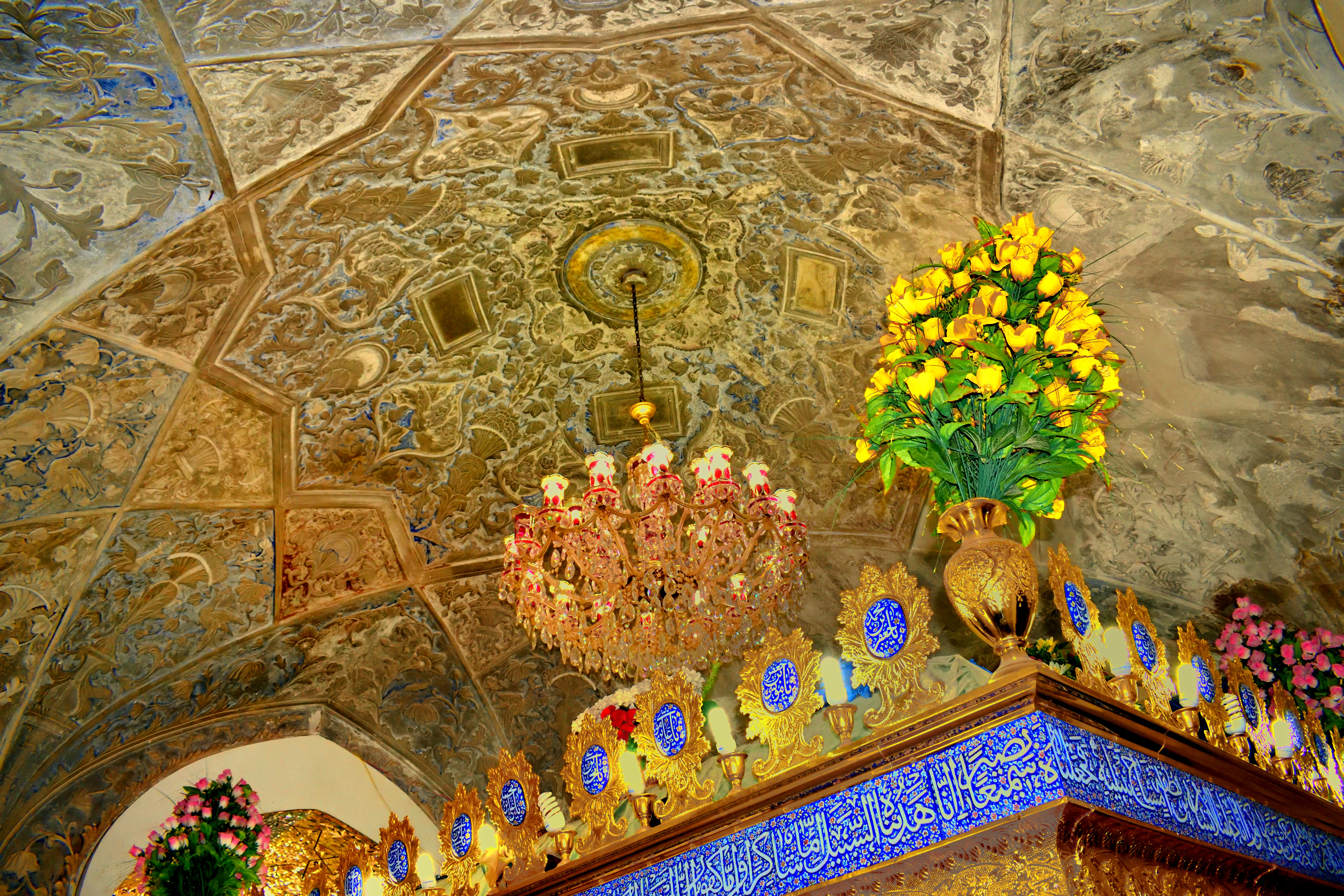
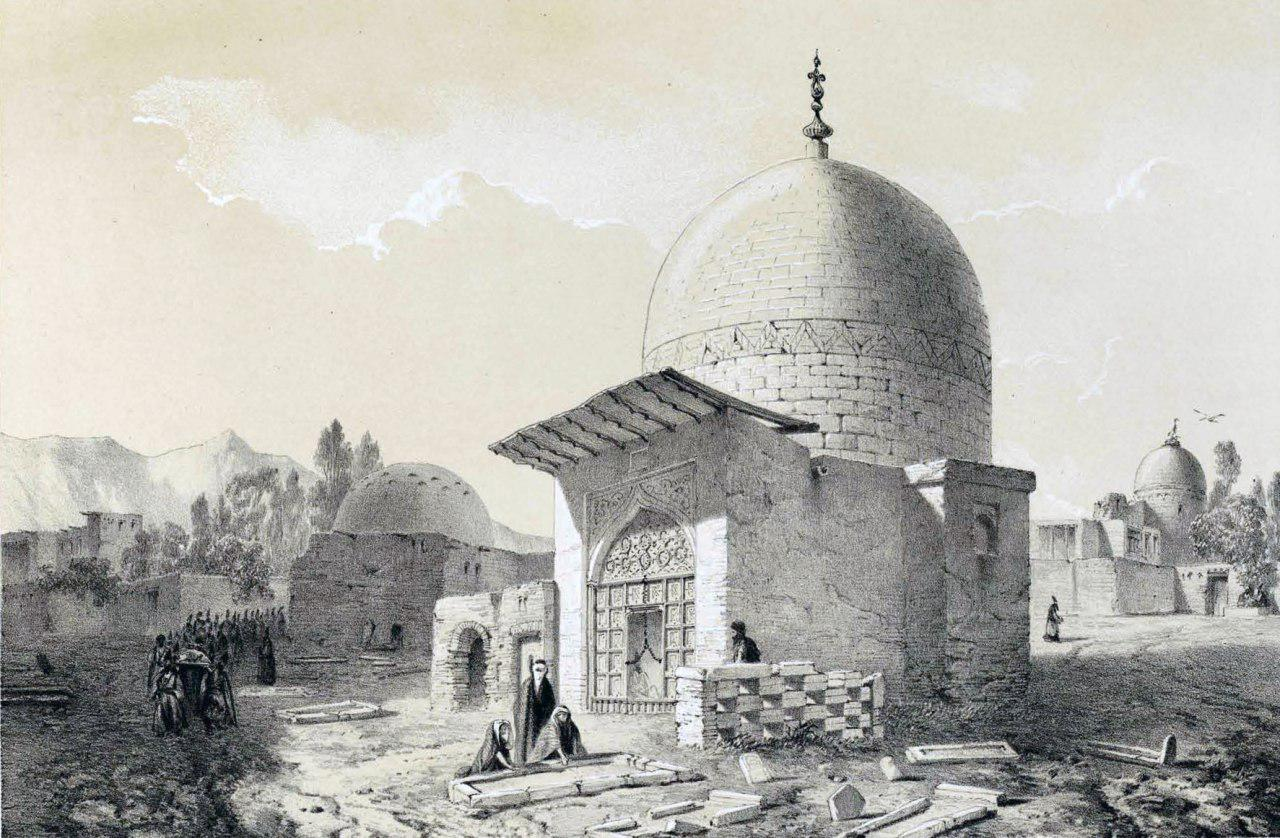